# Rangsta

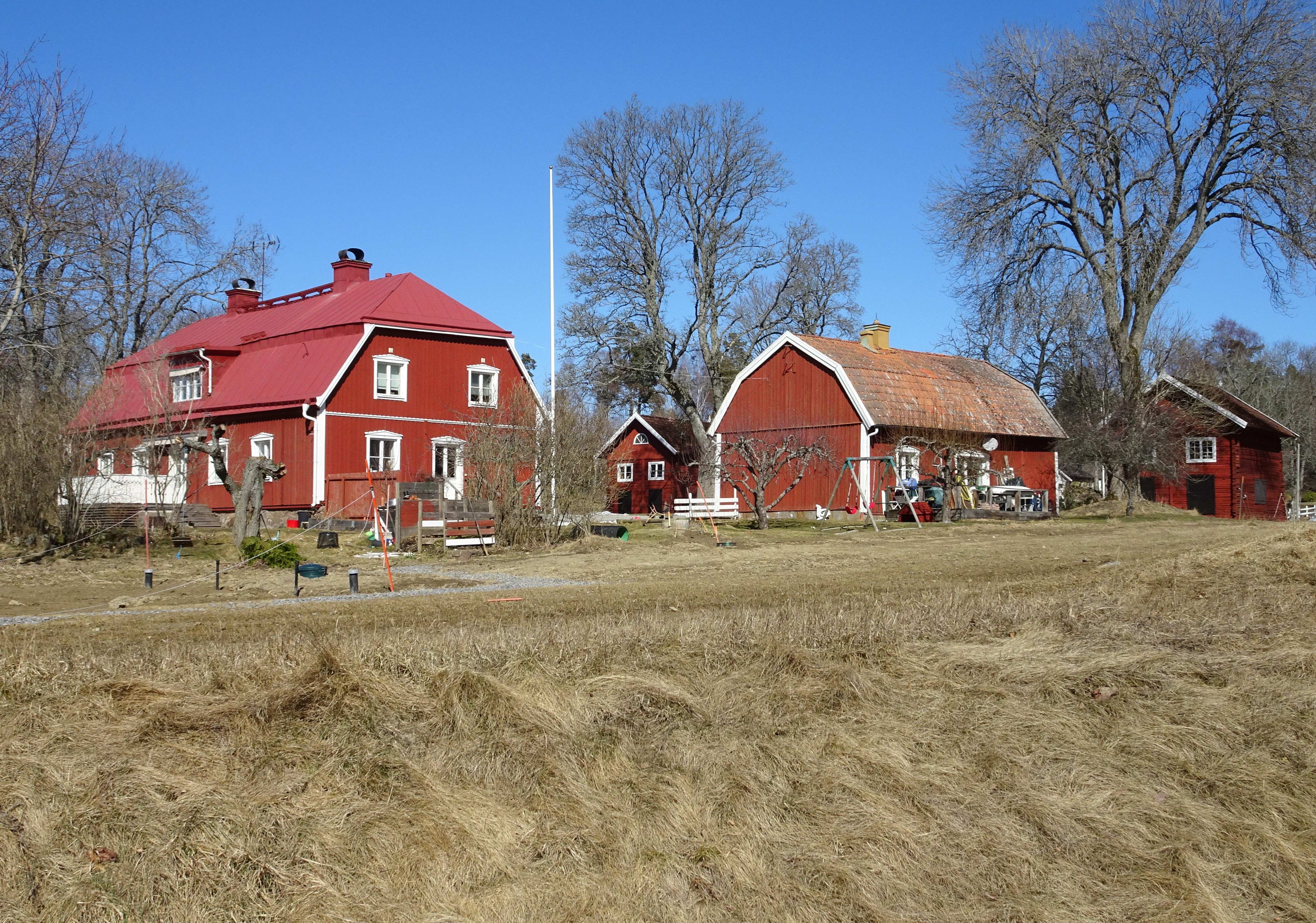
Gårdsbebyggelsen sedd från sydväst i april 2018.

Rangsta (eller Södra Rangsta) är en herrgård och en mindre ort i Sorunda socken, Nynäshamns kommun, Stockholms län. Ett äldre namn är Ranksta. Gården ägs sedan 1877 av samma släkt.

## Historik

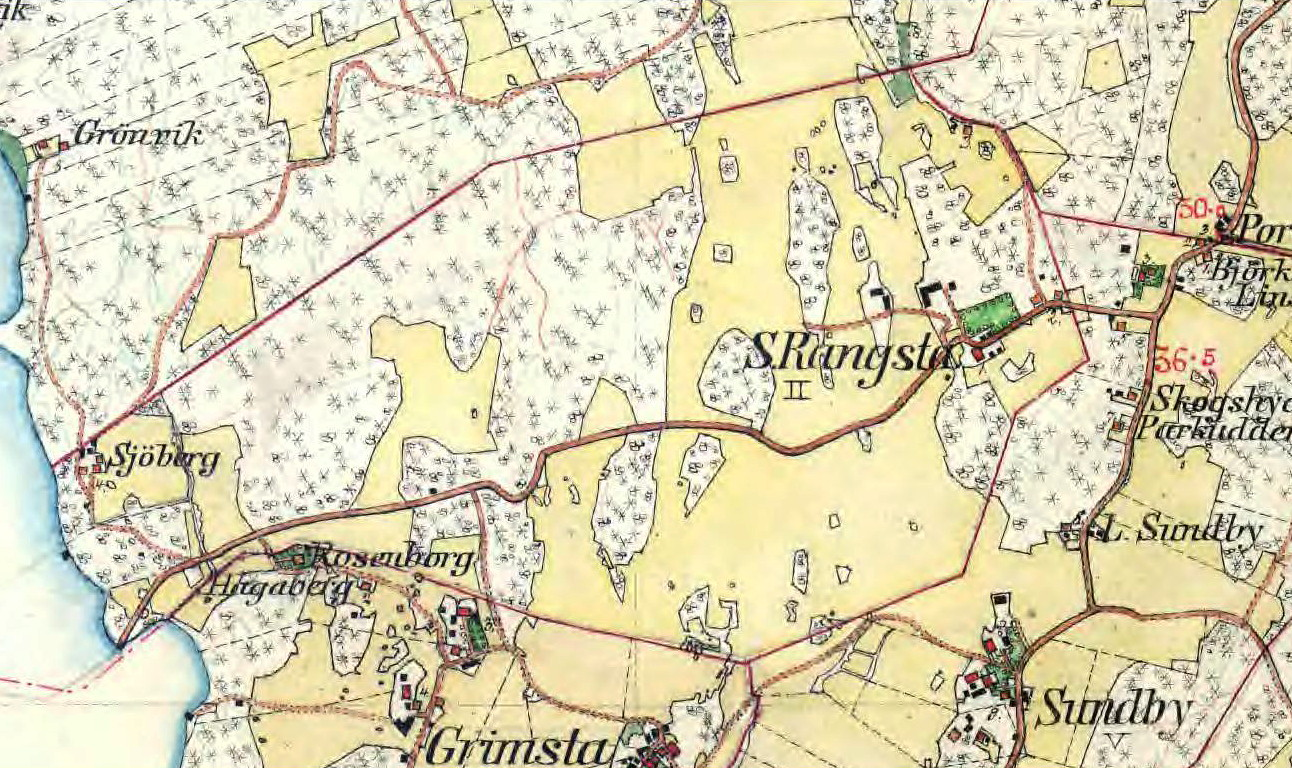
Södra Rangsta omkring 1900.

Området var bebodd redan under järnåldern som talrika lämningar i form av gravfält, hällristningar och stensättningar kan vittna om. Rangsta omnämns redan 1381 som j Rangstom.
Södra Rangstas ägor sträcker sig ungefär från landsvägen (dagens väg AB 534) i öster till Himmerfjärden i väster där gården hade en egen ”lastageplats” (båtbrygga). Torpet Sjöberg vid Himmerfjärden ingick i Rangsta men är idag en egen fastighet. På 1870-talet omfattade egendomen två mantal och hade en areal om drygt 309 tunnland. Rangsta lydde tidigare under flera gårdar i trakten. 1772 ägdes gården av Forssman, 1825 av Öhngren, 1850 av en fru Tydén och 1862 var löjtnant F.W. Ankarkrona ägare.

## Byggnader

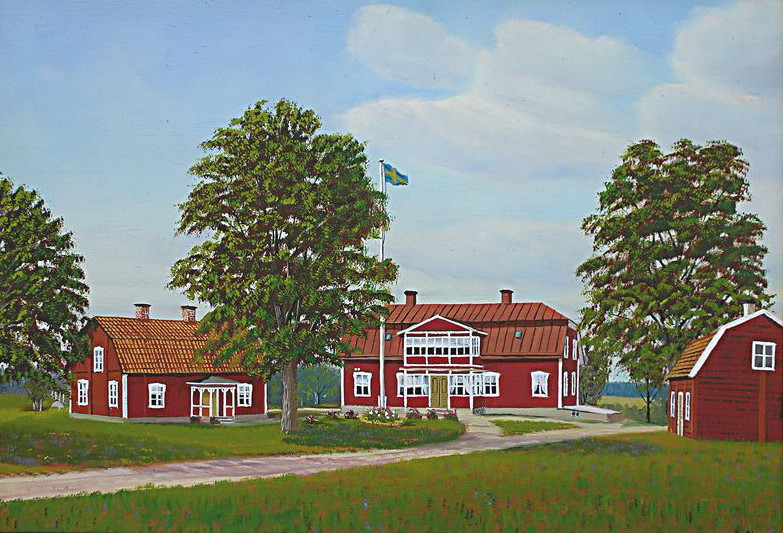
Rangsta i Hed Olof Olssons tolkning.

Den nuvarande huvudbyggnaden uppfördes 1805. Det är ett rödmålat trähus om 1½ våningar under ett brutet och valmat samt plåttäckt sadeltak. Byggnaden flankeras av fyra fristående flyglar, bestående av två bostadshus samt två äldre välbevarade magasin uppförda i liggtimmer. Norr om gårdsanläggningen ligger Rangstas stall- och ekonomibyggnader som byggdes mellan 1880-talet och 1907. Rangstas gårdsbyggnader hörde till de motiv som gåramålaren Hed Olof Olsson förevigade när han vistades på Södertörn 1917–1920. 
Vid Rangsta brygga har Rangsta Båtklubb sin småbåtshamn sedan 1959. En fast brygga anlades 1971. Därifrån kan man ta en taxibåt till ön Oaxen. Strax söder om småbåtshamnen  finns även en badplats med sandstrand och badbrygga.

## Gården under Nilsson
År 1877 förvärvades gården av lantbrukaren Lars Nilsson som efterträddes 1888 av sonen Nils Larsson, gift med Anna Katarina Larsdotter. 1928 övertogs Södra Rangsta av deras son Göran Nilsson (1915–2002). År 1959 belönades han av Skogsvårdsstyrelsen i Stockholms län med ett diplom för förtjänstfullt skogsvårdsarbete. 
Rangsta gård är fortfarande familjeägt av Nilssons ättlingar. Egendomen består av cirka 150 hektar mark varav 75 är åkermark och 75 är skog. På gården bedrivs utöver jord- och skogsbruk även hästverksamhet med inriktning på travhästar. I anslutning till gården finns en motionsbana för travträning.

## Bilder

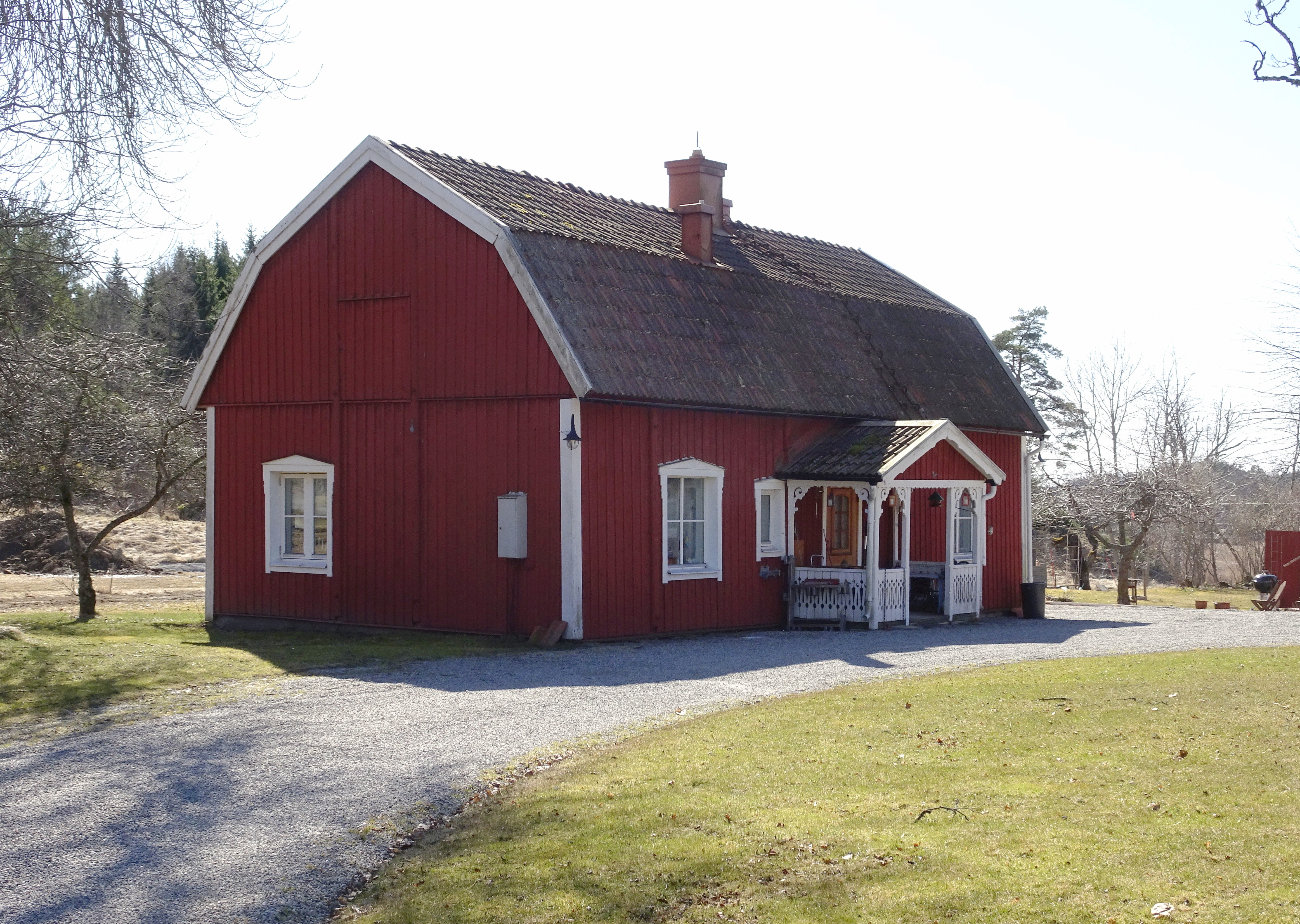
Södra flygeln
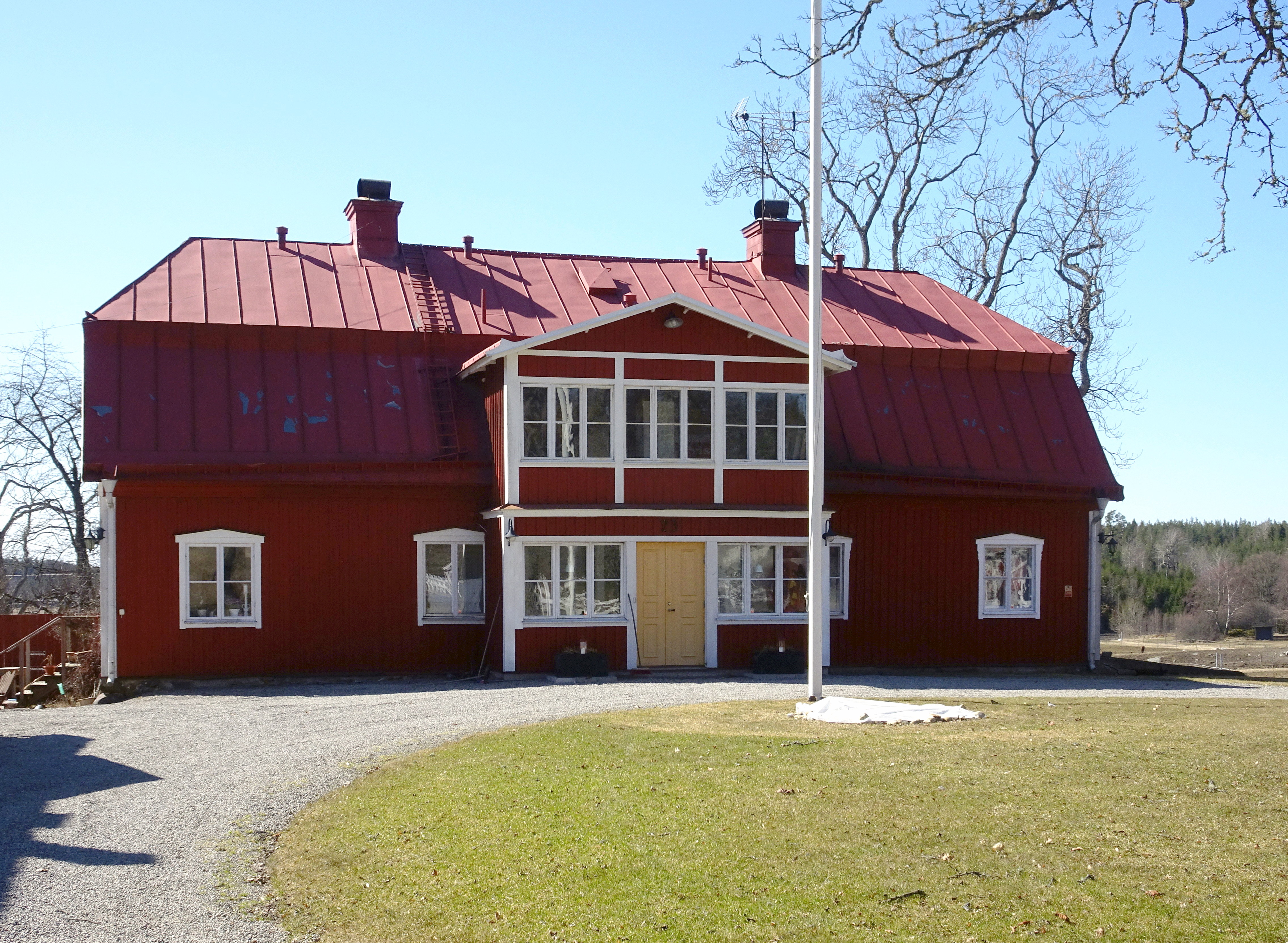
Huvudbyggnaden
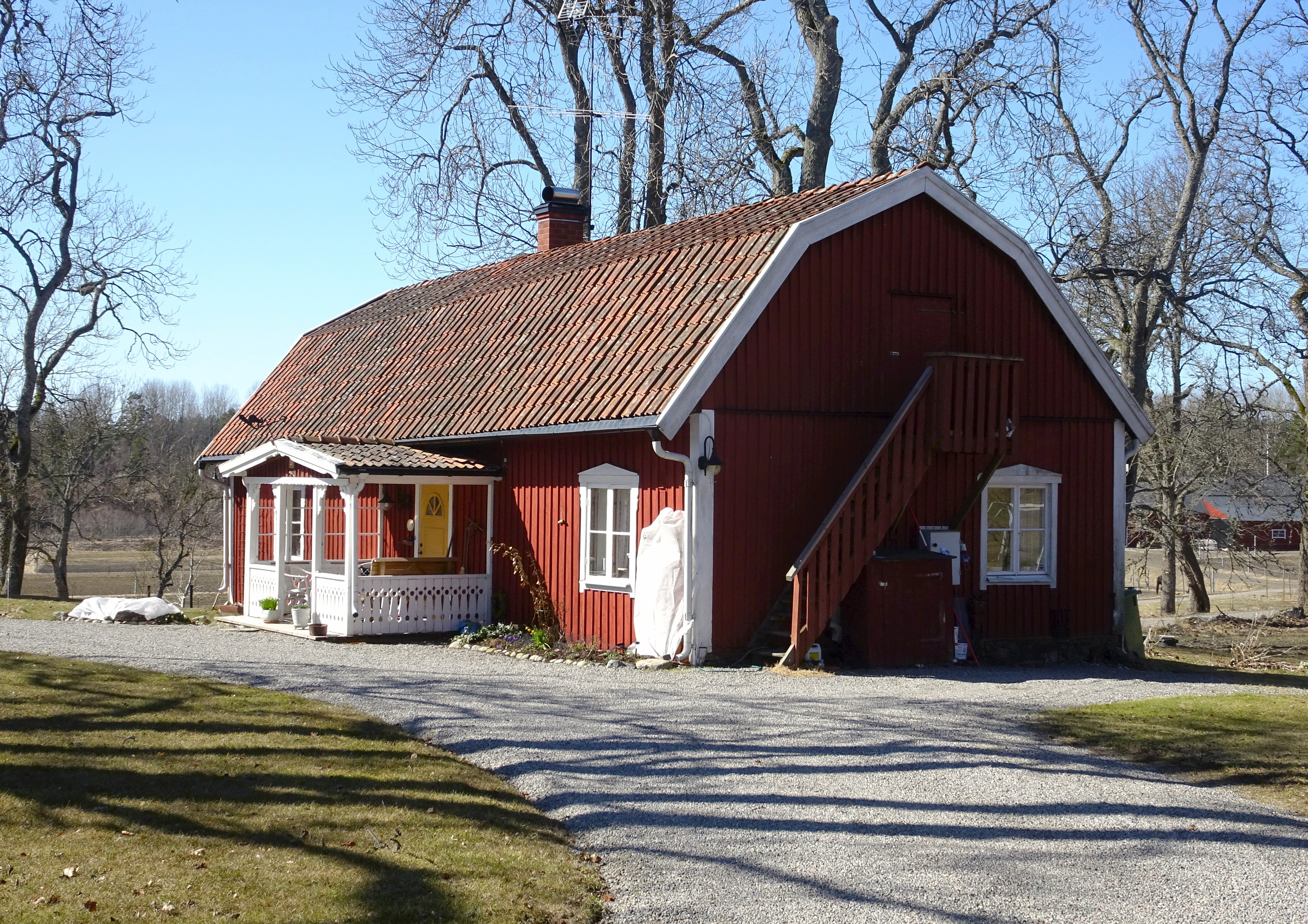
Norra flygeln
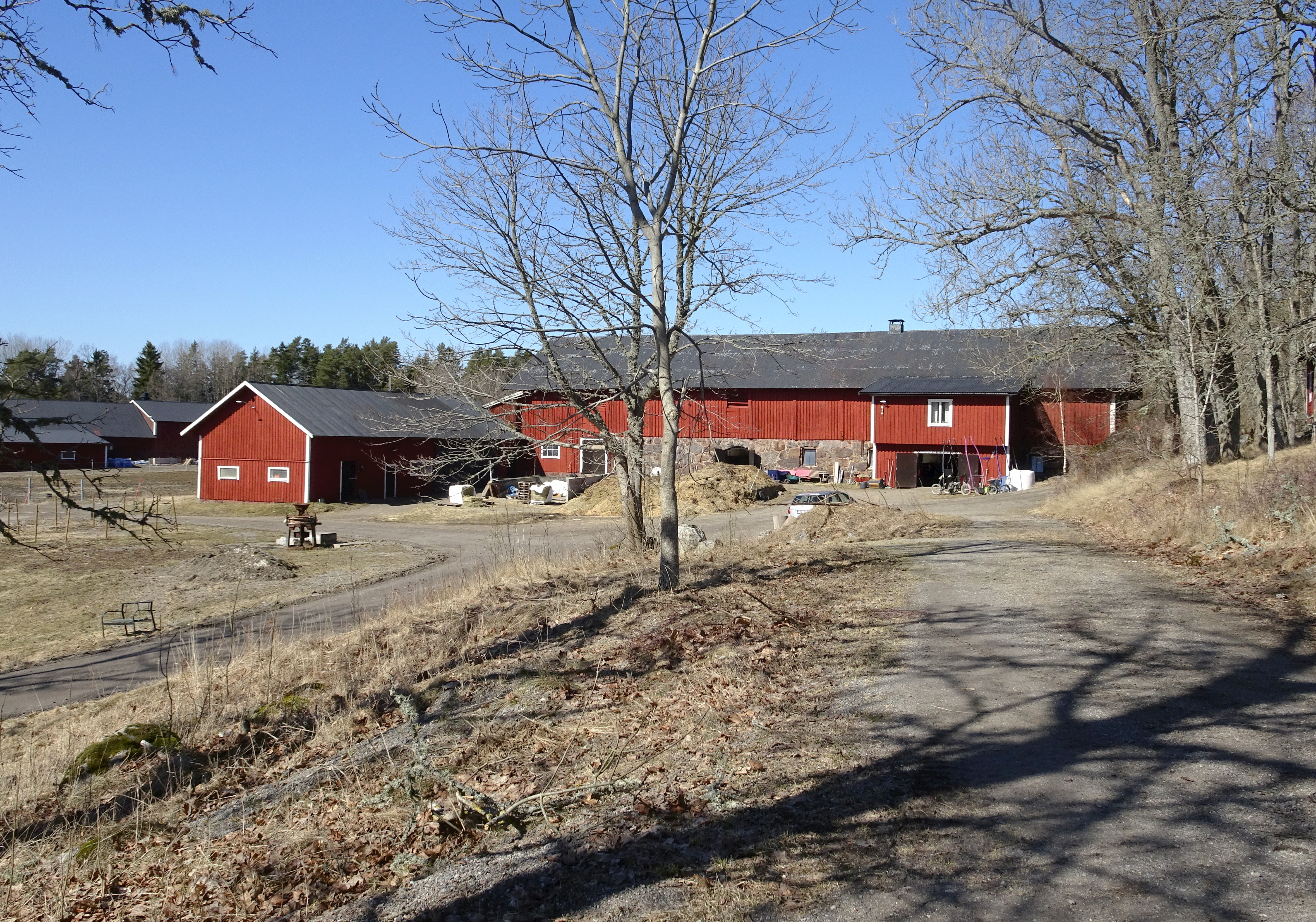
Stall och ekonomibyggnader